# Angelikí Iliádi
Angelikí Iliádi (grec moderne : Αγγελική Ηλιάδη), née le 16 septembre 1977 à Athènes, est une chanteuse grecque.

## Biographie
Dès son plus jeune âge, Iliádi se passionne pour la chanson populaire et apprend beaucoup auprès de sa grand-mère, Kathy Gray, assez connu dans le paysage musical grec.
En 1995, elle commence à se faire remarquer au sein du groupe Posidonio, qui évolue surtout dans la cité athénienne. Angelikí commence à collaborer avec de nombreux artistes.
Elle tente de représenter la Grèce pour le Concours Eurovision de la chanson 2013 mais échoue lors de la finale nationale.